# Herregårde i Skanderborg Amt
Herregårde i Skanderborg Amt
 Skanderborg Amt (før 1970)

## Hjelmslev Herred
- Sophiendal
- Skanderborg Slot
- Rindelevgård
- Herschendsgave

## Voer Herred
- Ringkloster
- Urup
- Julianelyst
- Tyrrestrup
- Stensballegård
- Serridslevgård
- Hanstedgård
- Lillerup
- Tammestrup
- Lethenborg
- St. Borupgård
- Testrupgård
- Hovedgård
- Ørridslevgård
- Petersholm

## Nim Herred
- Tamdrup Bisgård
- Rask Hovedgård

## Tyrsting Herred
- Mattrup
- Rodvigsballe (forbilledet for Herman Bangs Ludvigsbakke, se ADL Arkiveret 7. marts 2016 hos  Wayback Machine)

## Vrads Herred
- Stovgård
- Løvenholt
- Kærshovedgård
- Bjerregård
- Bregnholm
- Stovgård

## Gjern Herred
- Tvilumgård
- Frijsenborg
- Søbygaard
- Silkeborg Hovedgård
- Kalbygård
- Jernit
- Fuglsang
- Kilsgård